# Zeriassa inflexa
Espèce
Zeriassa inflexa est une espèce de solifuges de la famille des Solpugidae.

## Distribution
Cette espèce se rencontre en Tanzanie et au Kenya.

## Description
Le mâle mesure 15 mm et la femelle 15 mm.

## Liste des sous-espèces
Selon Solifuges of the World (version 1.0) :
- Zeriassa inflexa fuchsi Lawrence, 1953
- Zeriassa inflexa inflexa Roewer, 1933

## Publications originales
- Roewer, 1933 : Solifuga, Palpigrada. Dr. H.G. Bronn's Klassen und Ordnungen des Thier-Reichs, wissenschaftlich dargestellt in Wort und Bild. Akademische Verlagsgesellschaft M. B. H., Leipzig. Fünfter Band: Arthropoda; IV. Abeitlung: Arachnoidea und kleinere ihnen nahegestellte Arthropodengruppen, vol. 2/3, p. 161–480 (texte intégral).
- Lawrence, 1953 : A collection of African Solifugae in the British Museum (Natural History). Proceedings of the Zoological Society of London, vol. 122, no 3, p. 955–972.